# Jean-Joël Perrier-Doumbé
Jean-Joël Perrier-Doumbé (* 27. September 1978 in Paris) ist ein ehemaliger kamerunischer Fußballspieler.

## Karriere

### Vereinskarriere
Jean-Joël Perrier-Doumbé startete seine Profikarriere in der Saison 1997 bei der zweiten Mannschaft des französischen Zweitligisten AJ Auxerre, bevor er 1998 in die erste Mannschaft aufstieg. In seiner Zeit beim AJ Auxerre bis 2004 hatte er 50 Einsätze für seine Mannschaft. 2004 wechselte Perrier-Doumbé nach Stade Rennes in die erste Liga, wo für drei Jahre blieb. In dieser Zeit absolvierte er 54 Ligaspiele für das Team. Bei den Bretonen erhielt er in der letzten Saison 2006/07 nicht viel Einsatzzeit, da er wegen einer Armverletzung verhindert war und später der neuverpflichtete Mario Melchiot seine Position einnahm. Celtic Glasgow verpflichtete Perrier-Doumbé schließlich nach einer Kurzleihe für ein halbes Jahr und zweiwöchigem Probetraining und holte ihn für 400.000 Pfund nach Parkhead. In seinen drei Jahren bei Celtic hatte er jedoch nur sechs Einsätze, schoss dabei aber ein Tor. 2009 kehrte Perrier-Doumbé nach Frankreich zurück, dieses Mal wechselte er zum Erstligisten FC Toulouse. In den zwei Jahren bis 2011 hatte er noch insgesamt drei Einsätze für die Mannschaft, bevor er 2011 den Verein verließ und vereinslos wurde, da sich kein neuer aufnehmender Verein fand.

### Nationalmannschaft
Jean-Joël Perrier-Doumbé debütierte 2003 für die Fußballnationalmannschaft von Kamerun. Er absolvierte bis 2006 insgesamt 19 Länderspiele für Kamerun, blieb aber ohne Tor.